# Melíki
Melíki, en grec moderne : Μελίκη, est une petite ville et un ancien dème du district régional d'Imathie en Macédoine-Centrale en Grèce.
Selon le recensement de 2011, la population du dème compte 7 014 habitants tandis que celle de la ville s'élève à 3 116 habitants.
Le dème est fusionné, en 2010, dans celui d'Alexándria.